# هيدي هبرا
هيدي هبرا، شاعرة وبروفيسورة وكاتبة خيال، وناقدة أدبية وكاتبة مقالات أمريكية لبنانية. ولدت هيدي في حي مصر الجديدة في مصر. وعاشت في كل من مصر ولبنان، وأثينا وبروكسل، قبل أن تستقر في كالامازو في ولاية ميشيغان، حيث تقيم الآن.
قبل انتقالها للولايات المتحدة، أكملت هيدي متطلبات الحصول على بكالورويس الصيدلة من كلية الطلب والصيدلة في بيروت. ثم حصلت على الماجستير والدكتوراة في الأدب الإسباني، وقد حصلت عليهما من جامعة ميتشيجان الغربية، حيث تدرّس حالياً.
هيدي هبرة شغوفة باللغات، فهي تتقن الفرنسية والعربية والإنجليزية والإسبانية والإيطالية. كما درست اليونانية واللاتينية ودرست لغة ماندراين الصينية في معهد كونفوشيوس التابع لجامعة ميتشيجان الغربية. كما تعلمت الرسم بالحبر الصيني وتاي تشي شوان.

## تحت ضربة فرشاة
- التصفيات النهائية في مسابقة جوائز الكتاب الدولي لعام 2016، فئة الشعر[2]
- التصفيات النهائية، جائزة أفضل كتاب في الولايات المتحدة الأمريكية لعام 2016، فئة الشعر[3]
- ترشيحات جائزة بوشكارت لعام 2016، «كيف تبقى الكثير من نفسك داخل جدران منزل»، «أغنية الطيور، غير مكتملة»، «زيارة والدتي في مونتريال»[4]

## شاي في مصر الجديدة
- فوز، 2014 جائزة أفضل كتاب أمريكي، فئة الشعر
- التصفيات النهائية، 2014 جائزة الكتاب الشعري الدولية[4]

## السجاجيد الطائرو
- فوز شرفي، جائزة الكتاب العربي الأمريكي في الخيال العلمي لعام 2013[5]
- Finalist, 2014 Eric Hoffer Book Award in Short Fiction
- Finalist for the 2014 USA Best Book Award in Short Fiction[4]

## جوائز أكاديمية
- جائزة التميز في التدريس من جامعة ميتشيجان الغربية (2015–2016)
- جائزة التميز في التدريس من جامعة ميتشيجان الغربية (2014)
- جائزة إنجازات الخريجين من جامعة ميتشيجان الغربية (2013)[4]

## الشعر
فازت بالعديد من الترشيحات والجوائز في مجال الشعر، منها على سبيل المثال لا الحصر:
- مسابقة تيفيريت جورنال للشعر (2014): «أود أن أغني أغنية الحرية»
- جوائز بيرينز فاونتين (2014): فائزة بجائزة مسابقة مونوتيتش للشعر «كانافاس»، مسابقة «أربعة أسطر من الشعر»
- فائزة بجائزة ناظم حكمت للشعر الدولية الرابعة (2012):«أنا دائما أعرف أنني كنت سيبيل في القلب،» "Weaving and Unweaving"، «الكتابة في الغبار»
- جائزة الألفية الجديدة - نصف النهائي (2011-2012): «الغرقى»، «إكراه الوسواس»
- فائزة بجائزة الشعر الإنجليزية في مجلة ليندن لين (1994):"لقاءات"، " "ظل متلاشٍ"، "لم أكتب شعراً منذ مدة"
- التصفيات النهائية لجائزة القديسة أغنيس (1994): «لمحة عن السقوط»
- التصفيات النهائية لجائزة القديسة أغنيس (1993): «إلى هنرييت»

## الخيال العلمي
- الفائزة بجائزة ليتراس فيمينينياس بريميو فيكتوريا أوربانو (2007): «نور القمر»
- مسابقة أصوات جديدة (1993): «مريم»
- مسابقة أصوات جديدة (1992): «شقائق النعمان»[4]

### منح
- جائزة زمالة الأبحاث والبحث الإبداعي من جامعة ميتشيجان الغربية (2006).
- جائزة زمالة لإكمال أطروحة الدكتوراة من جامعة ميتشيجان الغربية (2006).
- جائزة الباحث العلمي والكتابة الإبداعية من جامعة ميتشيجان الغربية قسم اللغة الإسبانية (2006).
- جائزة الباحث العلمي والكتابة الإبداعية من جامعة ميتشيجان الغربية قسم اللغات والألسن (1993).[4]

## منشورات

### الشعر
- كتاب «شاي في مصر الجديدة»، (Press 53, Winston-Salem, NC, 2013. (ردمك 9781935708766))[6]
- «تحت ضربات فرشاة»، (Press 53, Winston-Salem, NC, 2015. (ردمك 9781941209233))[7][8]

### قصص قصيرة
- «بساط الريح»، (Interlink Books, Northampton, MA, 2013. (ردمك 9781566569576))[8][9]

### النقد الأدبي
- «عوالم بديلة وفنية عند فارغاس يوسا»، (Iberoamericana, مدريد، 2012. (ردمك 9788484896890))[8][10]

## وصلات خارجية
- HedyHabra.com